# Фудзимура, Сюндзи
Сю́ндзи Фудзиму́ра (яп. 藤村俊二 Фудзимура Сюндзи, род. 8 декабря 1934, Камакура, Канагава — 25 января 2017) — японский актёр.

## Роль в Кино

#### Драмы
- Весёлые парни (2007)
- Imo Tako Nankin (guest) (2006)
- Densha Otoko DX~Saigo no Seizen (2006)
- Схватка
- Rikon Bengoshi (2004)
- Kaiki Daikazoku
- Omizu no Hanamichi
- Oatsui no ga Osuki
- Kamisan nanka kowakunai
- Fukigen na Kajitsu
- Souri to Yobanai de
- Osama no Restaurant (1995)
- Путешествие на Запад, 2 сезон (1979)

#### Фильмы
- «Тетрадь смерти» (2006)
- «Тетрадь смерти 2: Последнее имя» (2006)
- Helen the Baby Fox (2006)
- L: Change the World (2008)

#### Мультипликация
- Чебурашка — Фокусник